# Am Abend aller Tage
Am Abend aller Tage ist ein deutscher Fernseh-Thriller des Regisseurs Dominik Graf aus dem Jahr 2016. Das Drehbuch Markus Buschs basiert auf Henry James’ Novelle The Aspern Papers (deutsch Die Aspern-Schriften) aus dem Jahr 1888 und überträgt dessen Fiktion auf den zeitgeschichtlichen Hintergrund der Sammlung Gurlitt aus dem „Schwabinger Kunstfund“ im Jahr 2012. Der Film wurde am 31. Mai 2017 im ARD-Programm Das Erste erstmals ausgestrahlt.

## Handlung
Offenbar direkt aus einem Liebesabenteuer lässt sich Philipp Keyser zum Termin nach Büroschluss in einem Frankfurter Hochhaus chauffieren. In der dort residierenden Anwaltskanzlei beauftragt eine Runde älterer Damen und Herren den Kunsthistoriker ohne Abschluss mit einem außergewöhnlichen Fall: Suche und Ankauf eines verschollenen Gemäldes „des (fiktiven) Expressionisten Ludwig Glaeden mit dem Namen ‚Die Berufung der Salomé‘.“ Es existiert nur als Staubabdruck auf einem alten Wohnzimmerfoto sowie als Leerstelle in einem Katalog. Doch Philipp verehrt Glaeden und braucht auch das Geld, das offenbar viel weniger eine Rolle spielt, als „die Zeit, die den Herrschaften und mir (…) nicht mehr allzu endlos bemessen sein wird“, wie die namenlose Wortführerin betont, nachdem sie einen großzügigen ersten Scheck ausstellte. Einziger Tipp ist das Gerücht, jetziger Besitzer sei der Erbe des  berühmten Kunsthändlers Eckhart Dutt, Magnus Dutt in München.
Dort gibt er sich in einer Galerie als Journalist und Doktorand über Glaeden aus, um über Dutts Großnichte Zutritt zu dessen unzugänglichem Anwesen zu erhalten. Alma ist selbst Malerin, bestreitet ihren Lebensunterhalt jedoch profan in einer Großwäscherei und weist Philipp spontan zurück. Ohne Skrupel verführt Philipp zunächst Sabine, Almas junge Kollegin, bevor sie selbst sich Philipp doch mehr und mehr öffnet. Alma und Philipp sind sehr verschieden in ihrer Haltung zur Kunst. Almas Kunstwerke sind aus verderblichen Materialien. Philipp versteht nicht, dass sie sie nicht konservieren will. Philipp sieht Kunst mehr als Ware. Sie muss verkaufbar sein. Dafür hätte sie doch der Künstler produziert. Effektvoll Dutts verkümmerten Garten beackernd kann Philipp endlich auch diesen treffen.
Schließlich entdeckt Philipp während einer von Dutts vielen Abwesenheiten das gesuchte Ziel im großen, völlig ungeordneten Kunstschatz in dessen Keller. Alma, die inzwischen die Beziehung zu Philipp, seine Anwesenheit, braucht, ja einhandelt, hatte ihm das ermöglicht. Für Philipps Ansinnen des Kaufs jedoch erweist sich Dutt als vollkommen unzugänglich, da er die Behandlung von Kunstwerken als Wirtschaftsgut, Ware und somit deren „Besitz“ grundsätzlich ablehnt: Kunst gehöre nur sich selbst. Sie erwarte, erkannt zu werden durch die Wechselwirkung mit dem sich auf sie einlassenden Betrachter. Wenn sie nur im Wohnzimmern irgendeines Reichen hänge, verliere sie an Wert, nicht an finanziellem, aber an ideellem. Er beschütze diese Bilder, die auf ihn durch die Händlertätigkeit seines Vaters gekommen seien. Er habe sich das nicht ausgesucht. Er habe dafür auf vieles verzichten müssen.
Philipp raubt das Bild schließlich über einen gewaltsamen Einbruch bei Dutt, ihn dabei gewalttätig wegstoßend, wobei der alte, gebrechliche Mann gar zu Fall kommt. Am nächsten Morgen kommt Alma in Philipps Hotelzimmer und nimmt ihm das Bild wieder weg. Er lässt es geschehen, wohl einsehend, dass er selbst dieses Bild zur Raubkunst gemacht hat, was es wohl in der Vergangenheit niemals war, und dass ihn mehr mit Alma verbindet, als er gedacht hat. So fährt er nach Frankfurt, gibt sein Mandat an die Runde der alten Betuchten im Hochhausturm zurück und geht zu Selbstfindung in den Alpen wandern.
Inzwischen wird fast dokumentarisch dargestellt, dass ein Münchner Kunsthändler, es ist der, den Philipp genutzt hatte, um mit Alma in Verbindung zu kommen, die Steuerbehörde auf Dutt aufmerksam gemacht hat. Dutt wird mit einer größeren, aber erlaubten Geldmenge von der Zollbehörde auf dem Weg von der Schweiz nach Hause festgenommen. Bei der Hausdurchsuchung wegen des Verdachtes der Steuerhinterziehung werden die Kunstschätze gefunden und beschlagnahmt.
Am Ende kehrt Philipp in die Almas Wohnung zurück. Er ist offenbar schon länger bei ihr eingezogen. Eines Nachts gesteht ihm Alma nach einem Anfall, dass sie krebskrank ist und auf eine Spenderleber wartet. Am nächsten Morgen sieht er Alma das Glaedenbild auf dem Balkon verbrennen. Dutt, inzwischen schwer krank, hatte es ihr geschickt, damit es ihr und Philipp, den er inzwischen als aufrichtig anerkannt hat, einmal in der Not helfen könnte. Doch Alma will nicht, dass das Bild länger zwischen ihr und Philipp steht, hatte sie doch in einem Albtraum erlebt, wie sie mit Blut und Leber aus Philipps Leiche eines ihrer Bilder malt. Philipp lässt die Verbrennung geschehen und bezeigt ihr seine Liebe, „und zwei Liebende halten sich in den Armen, so fest umklammert, als könnten sie doch tatsächlich ineinander Halt finden.“

## Hintergrund
Das Drehbuch ist stark inspiriert vom Fall des Münchener Kunstsammlers Cornelius Gurlitt. An diesen lehnt sich die Person Magnus Dutt ebenso an wie dessen „Vater“ Eckhart Dutt an Cornelius Gurlitts Vater Hildebrand Gurlitt und wie an Gurlitts Anwesen die ersten Bilder des verwunschenen Grundstücks, die sich Protagonist Philipp im Film hinter dem kaum lesbaren Klingelschild bieten.
Auch spielt die Frage der Auftraggeber, ob er Jude sei, auf das Problem der NS-Raubkunst an, die wegen Cornelius’ Vater Hildebrand Gurlitt mit der „Sammlung Gurlitt“ von Beginn an verbunden war, sich aber letztlich nur in sehr wenigen Fällen (wohl in nur 6 von 1.200, also in nur 0,5 % der Fälle) als zutreffend erwies.
Der schillernden Persönlichkeit Alma Mahler-Werfel ist der Rollenname der Alma gewidmet. Ihr auf Vergänglichkeit angelegtes Kunstschaffen und ihre Weigerung im Dialog mit Philipp, dies zu ändern, bildet den greifbaren Gegenpol zur Ökonomisierung der Kunst, die der Film auf einer tieferen Ebene behandelt.

## Rezeption
Die Erstsendung am 31. Mai 2017 sahen 3,23 Mio. Zuschauer, was einem Marktanteil von 12,1 % entspricht. Am 7. und 8. Juni 2017 wurde der Film auf One noch drei weitere Male im deutschen Fernsehen gezeigt.
Die Kritik bewertete den Film überwiegend positiv bis herausragend. So vergab Rainer Tittelbach fünfeinhalb von sechs Punkten für die „feinsinnige, anspruchsvolle Betrachtung über Liebe & Kunst (…). Ein Film gegen Sehgewohnheiten. Ein Film für Auge, Kopf und Seele.“  Zugleich befürchtet er, dass dieser „dem Auge und der Seele der ‚Masse‘ wohl verschlossen bleiben wird. Sie wird diesen Film nicht ‚erkennen‘ im Sinne der Liebe. Denn (…) der Film (…) besitzt mit seiner beobachtend-distanzierten Erzählhaltung eine stärker poetische als dramatische Note.“ Jacobis Darstellung nennt er „gewohnt eindrucksvoll“.
Wie Tittelbach lobte auch Heike Hupertz für die Frankfurter Allgemeine Zeitung Dominik Grafs Inszenierung des Cornelius Gurlitt nicht als wunderlichen Sonderling, sondern als „klugen Mann“ und „als intellektueller Erbe der Kunstreligion des neunzehnten Jahrhunderts (…) und als großer Liebender.“ Und auch sie empfindet den Film als einen, „der Konzentration einfordert und vielleicht sogar Hingabe verlangt“, doch sei er „verschwenderisch gefilmt (…) und hinreißend geschrieben“, insgesamt „meisterlich“.
Und für den Spiegel subsumierte Christian Buß wohlwollend: „Rausch und Reflexion, Anmaßung und Analyse, es geht in diesem jazzgetriebenen Malerspektakel mit seinen blutenden Leinwänden und tropfende Farbtöpfen drunter und drüber. Wem gehört die Kunst? (…) Für einen juristischen oder moralischen Kommentar zum Umgang mit NS-Raubkunst taugt der Film überhaupt nicht. Als Thriller über die Macht der Kunst über das Leben umso mehr.“
Auch David Denk erkennt für die Süddeutsche Zeitung an, es sein „ein vielschichtiger, zu Interpretationen einladender, aber (…) keineswegs gefälliger (…) Film.“ Nur relativiert er zugleich, auch wenn „klar ist: Das Fernsehen hierzulande könnte mehr solche Filme mit Anspruch gebrauchen – so wenig um Zugänglichkeit bemüht wie Am Abend aller Tage sollten sie aber vielleicht auch nicht alle sein.“